# Pristimantis shrevei
Pristimantis shrevei är en groddjursart som först beskrevs av Schwartz 1967.  Pristimantis shrevei ingår i släktet Pristimantis och familjen Strabomantidae. IUCN kategoriserar arten globalt som starkt hotad. Inga underarter finns listade i Catalogue of Life.